# Конрад I Старый
Конрад I Старый (фр. Conrad l'Ancien; ок. 800 — 22 марта 862/866) — граф в Аргенгау в 839—849 годах, граф в Альпгау в 839 году, граф в Линцгау в 844 году, граф Парижа в 849 году, светский аббат Сен-Жермен д’Осера; второй сын Вельфа I и Хелвиги Саксонской.

## Биография

### Правление
Своим выдвижением Конрад обязан бракам двух своих сестёр. Сначала Юдифь (Юдит) в 819 году вышла замуж за императора Людовика Благочестивого, что послужило отправной точкой в возвышении рода. Позже, в 827 году, ещё одна сестра, Эмма, вышла замуж за сына императора Людовика от первого брака — Людовика Немецкого.
Вместе со старшим братом Рудольфом I Конрад разделил судьбу сестры Юдифи во время восстания сыновей Людовика Благочестивого против отца в 830 году Конрад и Рудольф были насильственно пострижены по приказу Лотаря I, старшего сына императора Людовика. В 831 году собрался съезд в Ахене, на котором папа Григорий IV объявил пострижение Юдифи и её братьев недействительным. После свержения в 833 году императора Людовика Конрад разделил его судьбу, находясь вместе с ним в заключении, но после восстановления Людовика в 834 году на престоле Конрад также вернул себе свободу.
В 830-х — 840-х годах Конрад получил владения в Верхней Швабии. В 839 году Конрад упоминается как граф в Аргенгау и Альпгау, а в 844 году — как граф Линнцгау. В 830 году он также упоминается с титулом «Dux nobilissimus» (герцог) Алеманнии (Швабии). После смерти императора Людовика Благочестивого Конрад оказался одним из советников Людовика Немецкого, мужа его сестры Эммы. В 842 году Конрад был одним из трёх посланников Людовика Немецкого, направленных для переговоров с Лотарем I.
В 843 году Конрад содействовал в осуществлении Верденского договора.
В 849 году Конрад упоминается как граф Парижа. Однако во время конфликта Карла Лысого и Людовика Немецкого в 859 году его сыновья, Конрад II и Гуго Аббат, покинули Людовика, перейдя на службу к своему двоюродному брату Карлу II Лысому, сыну Людовика Благочестивого от брака с Юдифью. Из-за этого они потеряли все свои владения в Восточно-Франкском королевстве. В то же время Конрад Старый в 860 и 862 годах выступал как главный советник Людовика на трудных переговорах с Карлом.
Последний раз Конрад упоминается в 862 году. Согласно некоторым вторичным источникам на вдове Конрада, Адели, женился Роберт Сильный. Если это так, то Конрад должен был умереть до 866 года. Чаще всего указывается, что он умер в 863 году. Однако некоторые историки сомневаются в достоверности брака Роберта Сильного и Адели. Так Кристиан Сеттипани считает, что основанием для такого утверждения является позднейшая вставка в «Хронику монастыря Сен-Бенин-де-Дижон», датируемая XII веком. Но дальше он предполагает, что жена Роберта Сильного была близкой родственницей Адели.

### Семья и дети
Жена: Аделаида (Аэлис) Эльзасская (ок. 810 — ок. 882), дочь графа Тура и Буржа Гуго III Эльзасского. Дети:
- Вельф II (ум. 858), граф в Линцгау и Альпгау, родоначальник Швабской линии
- Конрад II (ум. ок. 881), граф Осера, маркграф Верхней (Трансюранской) Бургундии, родоначальник Бургундской линии
- Гуго Аббат (ок. 830—886), аббат Сен-Жермен д’Осера, Нуармутье и Сен-Мартен-де-Тура;
- Рудольф
- (?) Юдифь[4]; Удо (ум. после 879), граф Лангау, маркиз Нормандской Нейстрийской марки
- (?) дочь; муж: Теодорих (Тьери) де Вержи (ум. 883/893), граф Шалона